# Yves Gallet
Yves Gallet, né le 25 mars 1970, est un historien de l'architecture français, spécialiste de l'architecture gothique rayonnante. 

## Biographie
Yves Gallet intègre l'École normale supérieure de Fontenay-Saint-Cloud en 1990. Il suit  à l'ENS et à l'Université Paris IV-Sorbonne un cursus en philosophie (Licence), en histoire (Licence, Maîtrise), en histoire de l'art (Licence, Maîtrise, Diplôme d'Études Approfondies). Il est Agrégé d'Histoire (1996). Il soutient en 2000, à l'université de Franche-Comté, une thèse de doctorat en histoire de l'art médiéval sur la cathédrale Notre-Dame d'Évreux et l'architecture gothique en Normandie (XIIIe et XIVe siècles), sous la direction d'Éliane Vergnolle. En 2001, il est élu maître de conférences à l'université de Bretagne-Occidentale, où il porte un programme de recherche sur l'architecture gothique en Bretagne, ce qui le conduit à assumer la responsabilité scientifique du Congrès archéologique de France consacré au Finistère en 2007, puis à coordonner celui de 2015 consacré aux Côtes-d'Armor. Spécialiste de l'architecture gothique rayonnante en France et dans le Saint-Empire (XIIIe et XIVe siècles), il soutient en 2013 son habilitation à diriger des recherches avec un mémoire portant sur Mathieu d'Arras, premier maître d'œuvre de la cathédrale Saint-Guy de Prague. En 2015, il est élu professeur des universités à l'université Bordeaux-Montaigne. De 2019 à 2024, il est coordonnateur du groupe de travail « Pierre » au sein du Chantier scientifique pour la restauration de la cathédrale Notre-Dame de Paris (CNRS-Ministère de la Culture). Depuis 2023, il est également porteur du projet "ALTIOR. Les voûtes de Notre-Dame de Paris et la quête de la hauteur dans l'architecture gothique en France, XIIe-XIIIe siècles", financé par l'Agence nationale de la recherche (ANR-23-CE27-0009). Il conduit également des recherches de long terme sur l'abbaye du Mont-Saint-Michel. 

## Œuvres

### Publication de thèse
- Yves Gallet, La cathédrale d'Évreux et l'architecture rayonnante, XIIIe – XIVe siècles, Besançon, Presses universitaires de Franche-Comté, 2014

### Ouvrages dirigés ou coordonnés
- Yves Gallet (coord. sc.), François Héber-Suffrin (coord. sc.) et Eliane Vergnolle, Monuments des Côtes-d'Armor, Paris, Société Française d'Archéologie, coll. « Congrès archéologique de France », 2017
- Yves Gallet (éd. sc.), Ex quadris lapidibus, la pierre et sa mise en œuvre dans l'art médiéval : mélanges d'histoire de l'art offerts à Éliane Vergnolle, Turnhout, Brepols, 2011
- Yves Gallet (coord. sc.), Monuments du Finistère, Paris, Société française d'archéologie, coll. « Congrès archéologique de France », 2009
- Yves Gallet (éd. sc.), Art et architecture à Melun au Moyen Âge : actes du colloque d'histoire de l'art et d'archéologie tenu à Melun les 28 et 29 novembre 1998, Paris, Picard, 2000

### Articles
- Yves Gallet, « L'architecture gothique en Normandie, XIIe – XIVe siècles. Recherches récentes », Perspective,‎ 2007, p. 150-154 (lire en ligne).
- Yves Gallet, « Limoges, cathédrale Saint-Étienne. Le chevet rayonnant et le problème du gothique méridional », dans Congrès archéologique de France, 172e session, Haute-Vienne romane et gothique. L'âge d'or de son architecture. 2014, Société française d'archéologie, 2016, p. 57-76,  (ISBN 978-2-901837-61-9) (lire en ligne)